# Milpillas, delstaten Mexiko
Milpillas är en ort i Mexiko, tillhörande kommunen Ixtapan del Oro i västra delen av delstaten Mexiko. Orten hade 234 invånare vid folkräkningen 2010.